# Giusto Fiammingo
Giusto Fiammingo (... – XVII secolo) è stato un pittore fiammingo.

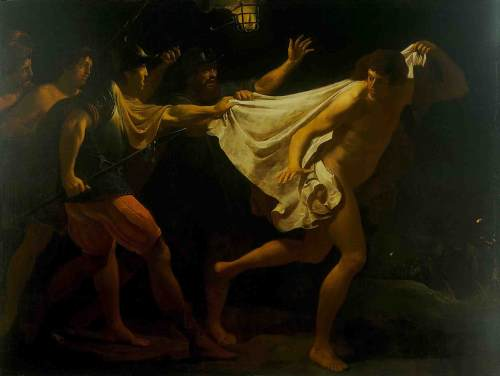
Giovane uomo che fugge nudo, collezione Rob Smeets, Ginevra.

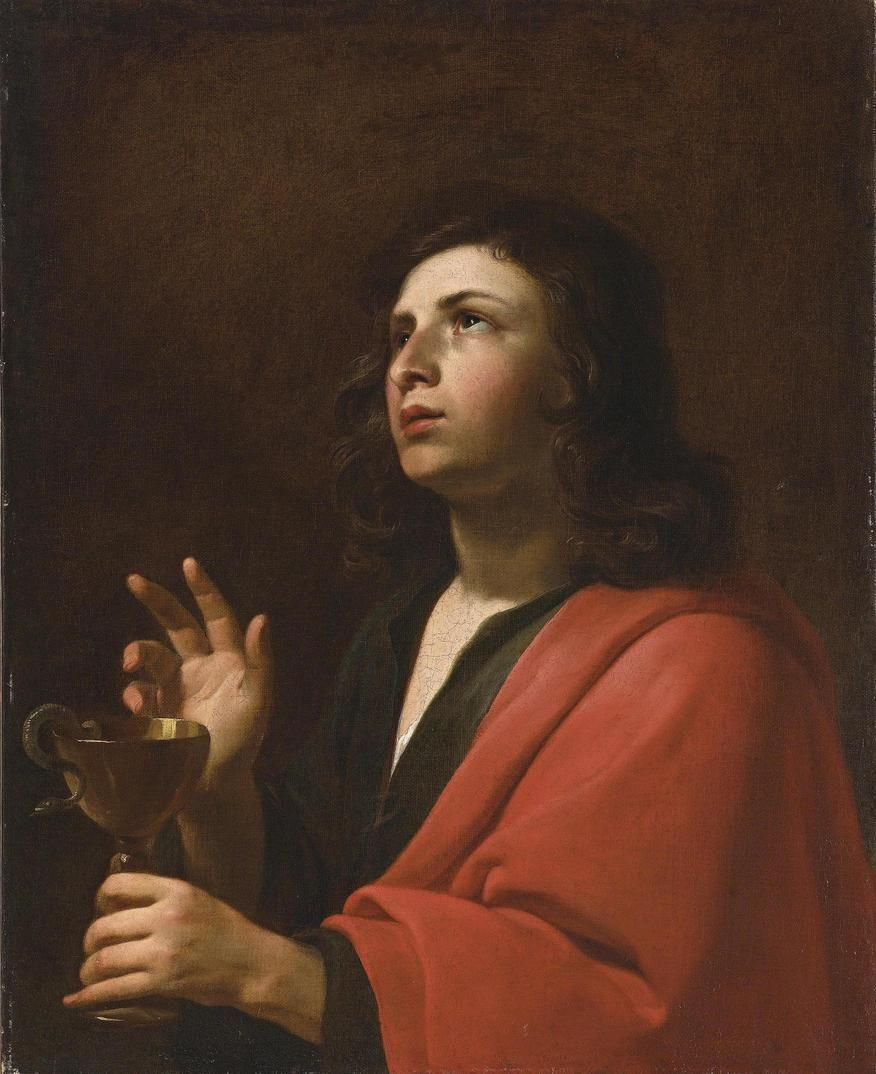
San Giovanni Evangelista

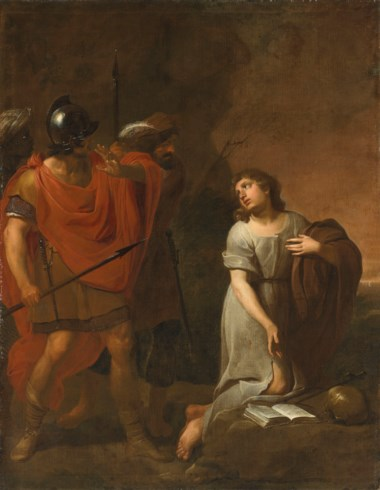
San Ilarione

Giusto Fiammingo è il nome convenzionale di un pittore attivo a Roma tra il 1615 e il 1625. Di probabile origine fiamminga, come suggerisce il suo soprannome, fu influenzato da Caravaggio. Nonostante diversi tentativi, gli storici dell'arte non sono riusciti a concordare sulla sua vera identità.

## Elementi biografici e stilistici
Giusto Fiammingo è così citato nell'inventario post mortem della collezione di Vincenzo Giustiniani nel suo palazzo romano. Viene indicato come autore di un dipinto raffigurante La Morte di Socrate, in una serie che lo associa a La Morte di Seneca di Joachim von Sandrart e La Morte di Cicerone di François Perrier, ma conservato anche nella stessa sala della Strage degli innocenti di Nicolas Poussin. Federico Zeri propose di associarlo ad altri dipinti che Roberto Longhi raggruppò sotto il nome di Maestro degli Angeli Pallavicini. Sono stati fatti diversi tentativi per identificarlo con un giovane fiammingo giunto a Roma, come Joos de Pape, Justus Sustermans o Jean Ducamps (1600-1638), ma nessuna delle proposte ha ottenuto consenso tra gli storici dell'arte.
Potrebbe trattarsi dello stesso artista detto "Giusto", ucciso in una rissa dal suo collaboratore Cornelis Schut, fiammingo come lui, nel luglio 1627. Quest'ultimo fu prima imprigionato, poi graziato grazie all'intervento dell'Accademia di San Luca ed espulso da Roma.

## Opere attribuite
- Giovane che fugge nudo durante l'arresto di Cristo, collezione Rob Smeets, Ginevra
- La morte di Socrate, ex collezione Giustiniani, Kaiser Friederich Museum, Berlino, distrutta nel 1945
- San Giovanni Evangelista, coll. part., venduto presso Dorotheum, Vienna, 17 aprile 2013, lotto 625
- Angeli con i chiodi della Passione, 1615-1625, Palazzo Pallavicini Rospigliosi, Roma
- Angelo con corona di spine, 1615-1625, Collezione Pallavicini, Roma
- Angelo con croce, 1615-1625, Collezione Pallavicini, Roma
- Angelo con flagello, 1615-1625, Collezione Pallavicini, Roma
- Angelo con lancia e spugna, 1615-1625, Collezione Pallavicini, Roma
- Angelo con velo della Veronica, 1615-1625, Collezione Pallavicini, Roma
- Cinque sensi, 1600-1624, Collezione Pallavicini, Roma